# 岳阳学院
29°36′42″N 113°08′14″E / 29.61167°N 113.137207°E
岳阳学院，是位于湖南省岳阳市南湖风景区的一所全日制民办本科普通高等学校。

## 历史
2002年，湖南理工学院建立湖南理工学院南湖学院，性质为独立学院。
2025年2月21日，经中华人民共和国教育部批准，原属湖南理工学院管理的独立学院湖南理工学院南湖学院脱离该校管理，并转设为民办普通高等学校岳阳学院，由岳阳市城投教育投资有限公司全资持有。

## 学校院系
湖南理工学院南湖学院拥有8个系，37个专业。
- 系：文学与法学系、外国语言文学系、经济与管理系、机械与电子工程系、建筑与化学工程系、音乐系、体育系、美术系

## 校训
求新崇实，立德树人